# Plecturocebus grovesi
Plecturocebus grovesi — вид приматів родини сакієвих (Pitheciidae). Описаний у 2019 році.

## Етимологія
Вид названо на честь австралійського антрополога та приматолога Коліна Гроувса.

## Поширення
Ендемік Бразилії. Поширений лише у муніципалітеті Алта-Флореста у штаті Мату-Гросу на заході країни.

## Опис
Голова та спина сірого кольору. Черево та груди яскравого червоно-коричневий забарвлення. Світло-жовта шерсть на щоках контрастує з червоно-коричневими волоссям на боках лиця. Хвіст майже повністю чорний з блідим наконечником.